# Parque eólico San Juan
El parque eólico San Juan corresponde a una agrupación de 56 aerogeneradores ubicados en la comuna de Freirina, Región de Atacama, Chile. Actualmente es el parque eólico más grande del país. Es operado por la empresa Latin America Power.

## Antecedentes
La central eléctrica está ubicada en la costa de la región de Atacama, a 60 kilómetros al sur de Huasco. Su construcción, a cargo de la empresa española Elecnor, comenzó en el primer semestre de 2015. El equipamiento eléctrico fue adjudicado a la empresa multinacional ABB.
La infraestructura consta de 56 aerogeneradores Vestas modelo V117 emplazados en un terreno de 3000 hectáreas. Cada aerogenerador posee una potencia nominal de 3450 kW. La altura de las góndolas es de 92 metros y el diámetro de la turbina es de 117 metros. Tienen una vida útil estimada de 27 años.
El suministro eléctrico, estimado en 600 GWh, es inyectado al Sistema Interconectado Central (SIC) mediante la conexión a través de una línea de transmisión de 86 kilómetros hasta la subestación Punta Colorada.
La inversión estimada en el proyecto fue de 430 millones de dólares.